# ابن بري التازي
ابن بري التازي من كبار علماء المغرب في القرن السابع والثامن الهجري.

## نسبه
هو أبو الحسن عليّ بن محمُّد بن عليّ بن محمَّد بن الحسين بن برّي التّسولي الرّباطي- نسبة إلى رباط تازة، وفي بعض المصادر: الأرباضي نسبة إلى الأرباض، وهي أحواز المدينة المذكورة. وزاد الفاسي في نسبته: "التازي الدّار، التونسي التسولي النّجار"، وفي تقييد للمجّاصي ذكر أنه "تسوليّ، من فخذ يقال له بني اللّنت، من بربر تازة.

## مولده ونشأته
كان مولده بتازة سنة: 660 هـ، ثم درج وهو طفل على التعلم في كتاب قرآني، على عادة أهل بلده، فحفظ القرآن، وبعض المتون والأراجيز، كإعداد أوّلي لما يستقبل من أمر طلب العلم. وقد ذكر الاْستاذ حسن السايح اًن التلميذ في العهد المريني وما بعده، كان لابدّ له قبل دخول المعاهد العلمية، «اًن يكون حافظا للقرآن، والرّسم والتَجويد، وحافظا للمصنّفات والمنظومات، ومن ذلك منظومة الفرائض، والحساب، ورسالة ابنِ أبي زيد القيرواني».
وقد انتقلت عائلة ابن برّي إلى تازة حيث استوطنوا بها، فأنهى بها تحصيله للعلم على يد شيوخ أجلة، يأتي في طليعتهم شيخه في القراءات: أبو الرّبيع سليمان بن مجمّد بن علي بن حمدون الشّريشي، ففيه يقول في مطلع أرجوزته:
.
وبخصوص هذه المرحلة يقول ابن الخراط عن ابن برّي: إنه نشأ بتازة، «بزقاق الزفانين منها، واجتهد كثيراً في الذكر والبحث والمطالعة، وكان من طلبة تازة»،

## شيوخه وأساتذته
أوّل شيوخ ابن بري هو والده محمد بن على، إذ قد جاء وصفه في المصادر أنه الشيخ الفاضل، ولقب الشًيخ لم يكن يطلق أنذاك إلّا على أولي العلم الشريف، ومن لهم حظّ من علوم القراءات، قال العلامة مسعود بن جموع الفاسي في حقه، يصفه بِهذه الصفة: "الشيخ الأفضل أبي عبد الله محمد بن على.
- مالك بن المرحّل، أبي الحكم المصمودي السّبتي، العالم الأديب المتوفى سنة: 699 هـ.[7]
- محمد بن محمّد بن إدريس، أبي بكر القضاعي الفللوسى الشاعر الفرضي، المتوفّى سنة: 707 هـ[8]..
- أبو الحسن على بن سليمان الأنصارّي القرطبي (ت 730 هـ، الذي كان مقرئ فاس، وشيخ الجماعة بها، وهو ممن ألّفوا في قراءة نافع، وله مؤلفات في القراءات أيضا.[9]
- أبو جعفر أحمد بن إبراهيم بن الزبير الغرناطيّ المتوفى 708 هـ، علّامة غرناطة، وشيخ مقريًيها.[9]
- أبو الحسن الصغير على بن محمد بن عبد الحقَ الزرويلي، الّذي كان يعدّ حامل راية الفقه ولوائه بالمغرب الأوسط والأقصى (ت: 719 هـ)، والَذي وصفه ابن بري بالشيخ الفقيه القدوة المفتي.[10]
- أبو الرَّبيع سليمان بن حمدون الشريشيّ (ت 709 هـ)، الذي كان عمدة ابن برّي فِى القراءات، فقد نقل لنا محمد بن عبد الملك المنتوري في شرحه، قول ابن بري: "قرأت القرآن الكريم برواية نافع، من طريقيْ ورش وقالون، على نحو ما نظمته في هذا الرَجز، على سيدى الشيخ الفقيه، الخطيب الحاجّ، المقرئ المتقن: أبي الرّبيع سليمان بن محمد بن عليّ بن محمد بن على بن حمدون الشريشيّ - رحمه الله- جمْعا بين الطريقين المذكورين ".[11] وفي شرح "الدرر لمحمد بن عمران السلَوِي- الشهير بابن المجراد- أنّ ابن حمدون أخذ القراءة بدوره، على ثلاثة من جلّة الأيمة وهم: الامام أبو بكر محمد بن موسى بن فحلون السكسكي (ت: 591 هـ)، والشيخ الامام المقرئ أحمد بن محمد الأزدي الأشبيلي المعروف بابن السّرّاج (ت: 657 هـ)، والامام المحدث محمد بن سليمان المعافري الشاطبي (ت: 672 هـ) بأسانيدهم في ذلك.[11]

ومن الشخصيّات العلميّة الّتي تعدّ من أقران ابن بري، والتي يمكن اعتبار أنه أخذ عنها: 
- العلأمة أبو عبد الله محمد بن إبراهيم بن احمد الأبلي التلمساني (ت 757 هـ)، وهو أحد شيوخ أبي عبد الله المقّري.

## تلاميذه
ظلّ ابن برّي يواصل نشاطه العلميّ بمدينة تازة، وتتلمذ عليه كثير من أهل العلم والأدب، كّالأديب عمرو بن أحمد بن الميمون الفشتالي، وابن العشّاب التَازيّ، واًبي عبد الله محمَد بن شعيب المجاصي والقاضي الترجالي.

## كفاءته العلمية
كان ابن بري عالما مشاركا وقد وصفه مترجموه بأنه كان ذا خط حسنٍ وأسلوب سلِس نحويا لغويا وأديبا وفقيها فَرَضيّاً، عارفا بالقراءات، وذا دراية بالحساب والتاريخ. وحلّاه رضا كحّالة بأنه: (مُقرئٌ، ناظمٌ، مشارك في العلوم الإسلامية). وكان ابن برّي كذلك متضلعاً في صناعة التوثيق.

## المهامّ التي تقلَّب فيها ابن بري
لقد عرف ابن برّي تقلبا في الوظائف، فاشتغل في سماط العدول، حيث يقول الاسحاقي عنه: "وكان من طلبة تازة وعدولها، وولي رياسة ديوان الإنشاء فيها. وانتقل إلى فاس كاتبا سنة أربعة وعشرين وسبعمائة. كما أنه تصدّر للتّعليم بالقرويين بمدينة فاس. كما اشتغل ابن برَى فيْ دار الخلافة، وذلك بعد أن ألحقه السّلطان: أبو سعيد المَريني، بديوانه بفاس سنة: 724 هـ، وجعله كاتب ولده وولى عهده: أبي الحسن المريني، ومعلّمه الخاصّ، وفي ذلك يقول أبو الحسن على بن عبد الكريم الأغصاوي، في تقييده على "الدّرر اللوامع": "دعاه السّلطان إليها- يعني فاس- حين دعاه أبو الحسن في خلافته- يعني في ولايته العهد- فكان يقرأ عليه في الدَار البيضاء«، أي بفاس الجديد. وقال أحمد بابا في كفايته:» دعاه أبو سعيد المريني لتعليم ولده أبي الحسن، فكان يُقرئه إلى أن توفّي بتازة، وقبره بها معلوم.

## وفاته
ورد في تحديد تاريخ وفاة ابن بري خلاف بين من ترجموا له، وفي دائرة المعارف الاسلاميّة تذكر رواية أن ابن برّي توفي عام: 730 هــ مرة، وأخرى عام: 731 هـ، كما نقل ذلك الشّيخ ابن أطاع الله، وثالثة عام 733 هـ، ومثل هذا الاختلاف وقع فيه بروكلمان في كتابه "تاريخ الأدب العربي ". وفي "هدية العارفين للبغدادي، أنّ وفاته كانت عام: 709 هــ، وهو غلط ظاهر، بينما يذكر الزِّرِكْلي في "الأعلام، ورضا كحّالة في "معجم المؤلفين، أن وفاته كانت عام: 730 هـ، وهذا هو الذي يتناسب مع ماهو موجود في المصادر المغربية الموثوقة، في أمر وفاة ابن بري، قال مسعود بن محمد جموع الفاسى في شرح الذرر: إن ابن بري "توفي رحمه الله سنة ثلاثين وسبعمائة"، "وهو إذ ذاك كاتب الخلافة". وهذا نفس ماذكره الإسحاقى والونشريسي من أن وفاته كانت "يوم الثلاثاء، الثالث والعشرين من شوّال، عام ثلائين وسبعمائة ". وإن كانت المنيًة قد وافته بفاس، إلأ أن دفنه كان. بمدينة تازة.

## مؤلفاته
خلّف ابن بري مؤلَّفات مفيدة، ذكر بعضا منها الفاسيّ في شرح الدّرر"، من ذلك:
- اختصار شرح الإيضاح لابن أبى الربيع، أبى عمر أحمد المقري الاشبيلى السبتيّ.
- شرح، الوثائق، لإبراهيم بن يحيَى الأوسى الغرناطي.
- تأليف مختصر في الوثائق.
- شرح على «التّهذيب» في اختصار المدوّنة، لأبي سعيد خلف بن أبى القاسم البراذعيّ الفقيه المالكى.
- شرح «العروض»، لمحمد بن عليّ الأنصاريّ، المعروف بابن السقاط.[25]
- مختصر شرح الونشريسى على مقامات الحريري.
- أرجوزة "الدّرر اللَّوامع في أصل مقرأ الامام نافع، وهي من أكثر مؤلفات ابن بري شهرة واكبرها نفعا.
- الطرر على الدرر اللوامع.[26] قال عنه ابن القاضي، وهر يترجم لابن برَى: رأيت بخطَه نسخة من هذه "الدرر اللّوامع، بخطَ حسن، وجعل علبها طرراً، وأجاز فيها الَّذي كتبه برسمه إجازة منظومة.[27]
- الكافي في العروض والقوافي.[28]
- كتاب "اقتطاف الزهر واجتناء الثمر"، وهو اختصار لكتاب زهر الآداب" لإبراهيم الحصري.[9]
- شرح «قصيدة الفرائض» لأبي الحسن بن عطيّة الأوْربي.[29]
- كتاب "القانون في رواية ورش وقالون.[30]